# Miroslav Marcovich
Miroslav Marcovich (18 marca 1919 w Belgradzie w Serbii, zm. 14 czerwca 2001 w Urbana w Illinois w USA) – serbski i amerykański filolog klasyczny.

## Życiorys
Urodził się w Belgradzie w Serbii. Studiował na Uniwersytecie w Belgradzie, od 1943 roku pracował jako asystent Georga Ostrogorskiego. W czasie II wojny światowej służył w partyzantce Josipa Broz Tito. W 1953 wyemigrował do Włoch, gdzie pracował w Visva-Bharati University. W 1955-1962 pracował w University of the Andes w Wenezueli. W 1962 roku wykładał na Uniwersytecie w Bonn. W latach 1963 i 1968 wykładał na Uniwersytecie w Cambridge. Następnie przeniósł się w 1969 roku na University of Illinois w Urbana. Tam pracował już stale. Założył pismo "Illinois Classical Studies". Łącznie napisał 248 artykułów i 45 książek i edycji źródłowych.

## Wybrane publikacje
- Herakleitos. Stuttgart 1967
- Three word trimeter in Greek tragedy. Königstein/Taunus 1984, ISBN 3-445-02315-8.
- Hippolytus: Refutatio omnium haeresium. Berlin/New York 1988, ISBN 3-11-008751-0.
- Athenagoras: Legatio pro christianis. Berlin/New York 1990, ISBN 3-11-011881-5.
- Pseudo-Justinus, Cohortatio ad Graecos, De Monarchia, Oratio ad Graecos,  Berlin/New York 1990, ISBN 3-11-012135-2.
- Theodori Prodromi De Rhodanthes et Dosiclis amoribus libri IX, Stuttgart/Leipzig 1992.
- Iustini Martyris Apologiae pro christianis, Berlin/New York 1994, ISBN 3-11-014180-9; wyd. 2 - Berlin 2005, ISBN 3-11-018541-5.
- Tatiani Oratio ad Graecos, Berlin/New York 1995, ISBN 3-11-014406-9.
- Clementis Alexandrini Protrepticus, Leiden/New York/Köln 1995, ISBN 90-04-10449-6.
- Iustini Martyris Dialogus cum Tryphone, Berlin/New York 1997, ISBN 3-11-015738-1.
- Diogenis Laertii Vitae philosophorum,  München/Leipzig 1999–2002 (Bibliotheca Teubneriana)
- Athenagorae qui fertur De resurrectione mortuorum,  Leiden/Boston/Köln 2000 (Vigiliae Christianae, Supplements 53), ISBN 90-04-11896-9.
- Eustathius Macrembolites: De Hysmines et Hysminiae amoribus libri XI, München/Leipzig 2001 (Bibliotheca Teubneriana), ISBN 3-598-71232-4.
- Heraclitus. Greek text with a short commentary including fresh addenda, corrigenda and a select bibliography (1967–2000), Sankt Augustin 2001 (International pre-Platonic studies 2), ISBN 3-89665-171-4.
- Origenis Contra Celsum libri VIII. Leiden/Boston/Köln 2001 (Vigiliae Christianae, Supplements 54), ISBN 90-04-11976-0.